# Yojiro Takaoka
Yojiro Takaoka (São Paulo, 5 de agosto de 1923 – São Paulo, 9 de outubro de 1994) foi um engenheiro civil brasileiro. Ele foi o fundador, juntamente com seu sócio Renato de Albuquerque, da construtora Albuquerque & Takaoka em 1951, conhecida pela criação dos bairros de Alphaville e Aldeia da Serra.

## Biografia
Yojiro Takaoka é filho de Sentaro Takaoka e Sei Takaoka. Seu pai foi o primeiro médico japonês a imigrar para o Brasil. Em 13 de março de 1951, fundou a Albuquerque & Takaoka Ltda., juntamente de Renato de Albuquerque, que foi seu colega de classe na Escola Politécnica de São Paulo.
A Albuquerque Takaoka se destacou na construção de pontes e viadutos, tendo sido a construtora responsável pela Ponte dos Remédios, em São Paulo, inaugurada em 1969. Em 1973, a empresa adquiriu terras da Fazenda Tamboré com a intenção de construir residências. O projeto, no entanto, foi barrado pelo então prefeito de Barueri, Guilherme Guglielmo, que queria que a cidade deixasse de ser vista como uma cidade dormitório. Assim, surgiu o loteamento de Alphaville Empresarial, inicialmente inteiramente destinado a receber empresas. A primeira delas a se instalar no bairro foi a Hewlett-Packard, já em 1974.
A sociedade com Albuquerque durou até o falecimento de Yojiro Takaoka em 1994. Em 1995, foi feita a divisão entre a Alphaville Urbanismo, de Albuquerque, e a Y.Takaoka, que passou a ser controlada pelos filhos de Yojiro.

## Homenagens
Takaoka foi homenageado em várias obras na região de Barueri. Em 9 de outubro de 1995, o Exército Brasileiro inaugurou um busto de bronze em sua homenagem, a Herma de Yojiro Takaoka, localizada na Praça Alphaville. Na mesma cidade, ele também dá nome a uma galeria de arte, a um auditório, inaugurado em 2008, e a vias públicas em Santana de Parnaíba e Itapevi.
O engenheiro também recebeu a Medalha do Pacificador do Exército Brasileiro, em 1974. Em 1991, foi nomeado Cavaleiro da Ordem do Mérito Militar.